# Aparición
Pour les articles homonymes, voir Aparicion.
Aparición est l'une des trois divisions territoriales et statistiques dont l'une des deux paroisses civiles de la municipalité d'Ospino dans l'État de Portuguesa au Venezuela. Sa capitale est La Aparición.